# Tinocallis nikkoensis
Tinocallis nikkoensis är en insektsart. Tinocallis nikkoensis ingår i släktet Tinocallis och familjen långrörsbladlöss. Inga underarter finns listade i Catalogue of Life.